# جوزيف بي. كينان
جوزيف بي. كينان (بالإنجليزية: Joseph B. Keenan)‏ هو سياسي أمريكي، ولد في 11 يناير 1888، وتوفي في 8 ديسمبر 1954.